# Yuehu
Yuehu (月湖区,  Yuèhú Qū) ist ein Stadtbezirk der bezirksfreien Stadt Yingtan im Nordosten der chinesischen Provinz Jiangxi. Er hat eine Fläche von 137,4 Quadratkilometern und zählt 214.229 Einwohner (Stand: Zensus 2010). Der Stadtbezirk ist Zentrum und Regierungssitz von Yingtan.

## Administrative Gliederung
Auf Gemeindeebene setzt sich der Stadtbezirk aus sechs Straßenvierteln, einer Großgemeinden und einer Gemeinde zusammen. 